# Lara Stone
Pour les articles homonymes, voir Stone.
Lara Catherina Stone, née le 20 décembre 1983 à Geldrop, est un mannequin et une actrice néerlandaise. Souvent comparée à Brigitte Bardot, elle est connue pour son statut d'égérie de Calvin Klein et L'Oréal. Selon le magazine Forbes, elle fait partie des mannequins les mieux payés au monde.

## Biographie
Née d'une mère néerlandaise et d'un père anglais, elle est remarquée par un agent dans le métro de Paris à l'âge de douze ans avant de participer au concours Elite Model Look trois ans plus tard.
En 2010, Lara Stone se marie à l'humoriste anglais David Walliams. Ensemble, ils ont un fils né le 5 mai 2013,. Le couple divorce en 2015.

### Mannequinat
Sa carrière commence véritablement quand elle signe avec l'agence IMG en 2006. Au cours de sa carrière, elle défile pour Louis Vuitton, Chanel, Fendi, Isabel Marant, Max Mara, Prada, John Galliano, Anna Sui, Marc Jacobs, Stella McCartney, Balmain, Hermès, Jean Paul Gaultier, Dolce&Gabbana, Givenchy, Karl Lagerfeld, Emanuel Ungaro et d'autres.
Elle apparaît à plusieurs reprises en couverture des magazines Vogue, i-D, W, Harper's Bazaar, Elle, Russh ou encore Love Magazine.
Depuis 2007, elle est l'égérie de la marque Calvin Klein.
Elle pose également pour le Calendrier Pirelli de 2009, 2011 et 2012.
En 2009, elle pose pour le magazine Vogue avec le corps peint en noir. Ces photographies font polémique car elles sont jugées comme racistes.
En 2010, le magazine Playboy publie, sans son accord, des photos d'elle nue.
Selon le magazine Forbes, Lara Stone est le 8e mannequin le mieux payé au monde avec un revenu annuel estimé à 3 millions d'euros (3,8 millions $) entre mai 2011 et mai 2012, en partie grâce à ses contrats avec Versace, Calvin Klein, Donna Karan, Prada et Mercedes Benz. En 2013, elle arrive 10e de ce classement, avec un revenu de 3,7 millions d'euros.
En octobre 2013, Lara Stone devient le nouveau visage de L'Oréal Paris,,.
Elle pose nue pour le calendrier 2016 du magazine Lui, dont les bénéfices des ventes sont reversés à l'association "Le Cancer du Sein, Parlons-en !".
En 2018, elle devient l'égérie de la marque Majestic Filatures, succédant à Arizona Muse[réf. nécessaire].

### Cinéma
En 2016, dans le court métrage En moi de la réalisatrice Laetitia Casta, Lara Stone interprète le premier rôle de la femme  aux côtés d'Yvan Attal, Arthur Igual, Mathilde Bisson, Jérémie Bélingard et Akaji Maro. Le film est sélectionné pour la clôture de la Semaine de la Critique lors du festival de Cannes 2016. À Paris, il est programmé à la Cinémathèque française.

## Filmographie

### Courts métrages
- 2016 : En moi de Laetitia Casta : la femme

### Longs métrages
- 2013 : Mademoiselle C. de Fabien Constant : l'ange[18]
- 2016 : Absolutely Fabulous, le film de Mandie Fletcher (en)[19] : elle-même

### Télévision
- 2008 : The Victoria's Secret Fashion Show de Hamish Hamilton sur CBS : elle-même

## Récompenses et nominations

### Comme mannequin
- 2010 : British Fashion Awards (en) : « Mannequin de l'année »[20]
- 2011 : GQ UK : « Femme de l'année »[21]

### Comme actrice
- 2016 : En moi de Laetitia Casta sélectionné hors compétition à la Semaine de la Critique au festival de Cannes[17]